# Heydarieh-Madrasa

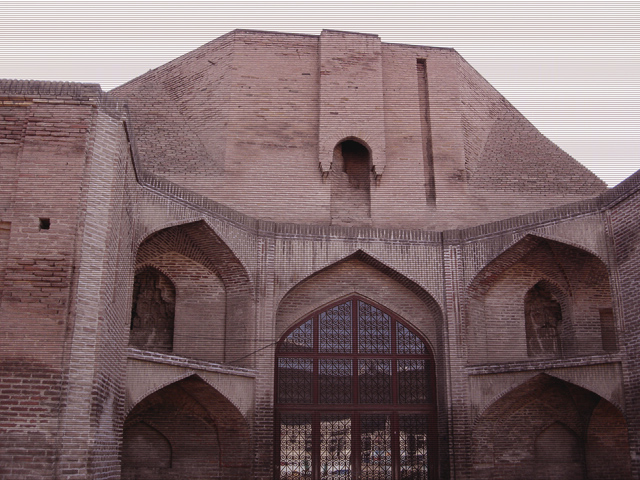
Ansicht der Heydarieh-Madrasa in Qazvin. Sie ist heute Bestandteil einer Volksschule am Ort

Die Heydarieh-Madrasa (auch: madrese-ye Haydār, oder: Heidarieh-Moschee, (persisch مسجد حیدریه قزوین)) ist eine Koranschule in der iranischen Stadt Qazvin aus dem frühen 12. Jahrhundert.
Die Madrasa wurde auf den Ruinen eines zoroastrischen Feuertempels errichtet. Im Volksmund ist die Anlage auch als „Āteschkāde“ (Feuertempel, persisch آتشکده) bekannt. Sie liegt in der Innenstadt Qazvins, versteckt hinter hoch gezogenen Mauern, in der Nähe des „Ali-Qāpu-Palastes“. Die Madrasa ist im Laufe der Zeit nahezu vollständig zerstört worden. Hierzu hatte ein Erdbeben im Jahr 1119 beigetragen. Amir Chomär-täsch, ein Wesir des Malik Schah I. hatte die Anlage daraufhin wiederaufgebaut. Heute stehen aus historischer Zeit lediglich noch der quadratische, überkuppelte Gebetssaal und ein Iwan. Als spektakulär wird eine ebenfalls verbliebene, kufische Inschrift erachtet, weil sie zu den prachtvollsten gehört, die im Iran entdeckt wurden. Weiterhin gibt es einen Stuck-mehrāb.
Ebenso wie die Freitagsmoschee in Qazvin stammt die Heydarieh-Madrasa in wesentlichen Teilen aus der Seldschuken-Zeit.
Heute ist die Madrasa Moschee und Sitz einer Volksschule mit Bibliothek und Aula.